# Gracie Glam
Gracie Glam (Raleigh, 30 settembre 1990) è un'attrice pornografica statunitense.

## Biografia
Nata a Raleigh, Carolina del Nord, durante la crescita ha frequentato quattordici scuole tra la città di Atlanta e lo Stato della Florida. Durante il college in Florida ha svolto lavoro promozionale e ha posato nuda per la prima volta nel 2009 per la rivista Score Magazine. Successivamente si è trasferita a Los Angeles ed è entrata nell'industria pornografica, girando la sua prima scena con una ragazza per Reality Kings. Nel 2011 ha vinto il Best New Starlet Award ai AVN Awards.
In carriera ha girato oltre 570 scene e ne ha diretta una, ottenendo 3 AVN Award e 1 XBIZ.

## Riconoscimenti
- AVN Awards
  - 2011 – Best New Starlet[5]
  - 2011 – Best Group Sex Scene (film) per Buttwoman vs. Slutwoman con Alexis Texas, Kristina Rose e Michael Stefano[7]
  - 2014 – Best All-Girl Sex Scene (film) per Meow!3 con Mia Malkova e Raven Rockette[8]
- XBIZ Awards
  - 2018 – Best Sex Scene - Couples-Themed Release per It's Complicated con Ryan Driller[9]

## Filmografia parziale

### Attrice
- 13 Cum Hungry Cocksuckers 10 (2009)
- 18 with Proof 4 (2009)
- 18YearsOld.com 6 (2009)
- Barely Legal 98 (2009)
- Big Dick Gloryholes 3 (2009)
- Bigger Feels Better (2009)
- Bullied Bi Cuckolds 6 (2009)
- Couples Seeking Teens 2 (2009)
- Cum Fiesta 12 (2009)
- Curvy Girls 4 (2009)
- Daddy's Lil' Whore 3 (2009)
- Deliciously Round 2 (2009)
- Dirty Little Schoolgirl Stories 1 (2009)
- Ex-Boyfriends Revenge 4 (2009)
- Forced Bi Cuckolds 6 (2009)
- Fuckin' Around in Fort Lauderdale 2 (2009)
- Hellcats 15 (2009)
- Hometown Girls 1 (2009)
- Hustler's Untrue Hollywood Stories: Jessica Simpson (2009)
- I Wanna B A Porn Star 2 (2009)
- Ice Cream Bang Bang 3 (2009)
- Initiations 25 (2009)
- Just Tease 1 (2009)
- Let Me Jerk You 1 (2009)
- Masturbation Nation 5 (2009)
- Molly's Life 2 (2009)
- My Stepfather Made Me 3 (2009)
- Naughty Rich Girls 1 (2009)
- Peep Show 4 (2009)
- Pornstar Workout 2 (2009)
- Praise The Load 4 (2009)
- Relax He's My Stepdad 1 (2009)
- Sex Files: A Dark XXX Parody (2009)
- Strap-On Sally 24 (2009)
- Suck It Dry 7 (2009)
- SWAT 5 (2009)
- Teen Worship 4 (2009)
- Teenacious (2009)
- Teenage Pink POV 4 (2009)
- Unseasoned Players 1 (2009)
- Untapped Assets 1 (2009)
- Whatabooty 8 (2009)
- 2 Chicks Same Time 7 (2010)
- Ass Parade 27 (2010)
- Asseaters Unanimous 21 (2010)
- ATK All 18 4 (2010)
- Badass School Girls 4 (2010)
- Battle Of The Asses 2 (2010)
- Beach Patrol (2010)
- Big Ass Crackers (2010)
- Big Butt Cowgirl Pinups (2010)
- Big Butt Oil Orgy 2 (2010)
- Blow Job Face (2010)
- Bombshell Bottoms 7 (2010)
- Bombshells 1 (2010)
- Bree's College Daze 3 (2010)
- Busty Brunettes (2010)
- Buttwoman vs. Slutwoman (2010)
- Call of Booty (2010)
- Cheerleaders Academy (2010)
- Cock Crazy Teens 2 (2010)
- Creampied Cheerleaders 1 (2010)
- Creature Feature (2010)
- Cum Buckets 10 (2010)
- Cum Swapping Sluts 14 (2010)
- Cum-Spoiled Brats (2010)
- Cuties 1 (2010)
- Deal Closers (2010)
- Foot Fetish Daily 1 (2010)
- Fresh Squeeze 3 (2010)
- Fuck My Mom And Me 11 (2010)
- Fuck Team 5 10 (2010)
- Girl Crush 1 (2010)
- Hard Day's Work (2010)
- Hot Girls in Tight Jeans (2010)
- I Fuck Myself (2010)
- I Fuck Myself 2 (2010)
- I Have a Wife 9 (2010)
- In the VIP 2 (2010)
- Jerkoff Material 5 (2010)
- Just Tease 2 (2010)
- Live Nude Girls (2010)
- Load Almighty (2010)
- Make Me a Porno 1 (2010)
- Masturbation Nation 9 (2010)
- Mommy X-Perience 1 (2010)
- My First Girlfriend 1 (2010)
- My First Orgy (2010)
- Naughty America: 4 Her 7 (2010)
- Office Romance (2010)
- Only Teen Blowjobs 8 (2010)
- Paste My Face 17 (2010)
- Perfect Ass: Alexis Ford (2010)
- Performers of the Year 2011 (2010)
- Pornstar Bootcamp (2010)
- Pornstar Cribs (2010)
- Pound the Round POV 6 (2010)
- Power Munch 3 (2010)
- Pure 18 15 (2010)
- Seduced by a Cougar 14 (2010)
- Seinfeld 2: A XXX Parody (2010)
- She's My Man 7 (2010)
- Shot Glasses 3 (2010)
- Southern Belles (2010)
- Starlets 2010 (2010)
- Swimsuit Calendar Girls 4 (2010)
- Teen Glazing (2010)
- Teen Idol 7 (2010)
- Teen Mother Fuckers 2 (2010)
- Teens on Cock (2010)
- Too Big for Teens 4 (2010)
- Tru: A XXX Parody (2010)
- We Live Together.com 10 (2010)
- We Suck 3 (2010)
- Wonder Woman XXX: A Hardcore Parody (2010)
- XXX at Work 4 (2010)
- Young Girls Next Door 2 (2010)
- You've Been Busted 2 (2010)
- 10 Things I Hate About Love (2011)
- 12 Nasty Girls Masturbating 17 (2011)
- 3's Company (2011)
- American Cocksucking Sluts 1 (2011)
- American Heroes 2 (2011)
- Ass Parade 29 (2011)
- Ass Parade 31 (2011)
- Assets 1 (2011)
- Barefoot Confidential 68 (2011)
- Battle Of The Asses 3 (2011)
- Big Dick Gloryholes 8 (2011)
- Big Wet Asses 20 (2011)
- Bombshells 2 (2011)
- Boundaries 7 (2011)
- Bree and Tori (2011)
- Busty Bikini Babes 1 (2011)
- Club Sybian (2011)
- Cougar Recruits 5 (2011)
- Couples Seeking Teens 7 (2011)
- Creampie Teens (2011)
- Crib (2011)
- Divorcee 2: This Ain't the People's Court (2011)
- Dreamgirlz 3 (2011)
- Foreigner (2011)
- Gallery for Sex (2011)
- Girlfriends 3 (2011)
- Gracie Glam: Lust (2011)
- Greek Week Scavenger Hunt (2011)
- Happy Endings (2011)
- Heart Strings (2011)
- I Know That Girl 3 (2011)
- Incredible Hulk: A XXX Porn Parody (2011)
- Inside Job (2011)
- Intimate Things (2011)
- Iron Man XXX: An Extreme Comixxx Parody (2011)
- It's a Girl Thing 1 (2011)
- Jailbait 8 (2011)
- Lesbian Adventures: Wet Panties Trib 2 (2011)
- Lesbian Babysitters 4 (2011)
- Lesbian Psycho Dramas 6 (2011)
- Love Is Black And White (2011)
- Masseuse 2 (2011)
- Massive Facials 3 (2011)
- My Daddy Is My Pimp (2011)
- My Little Black Book (2011)
- My Sister's Hot Friend 22 (2011)
- My Sister's Hot Friend 23 (2011)
- Nacho Vidal vs Live Gonzo (2011)
- Official Deal or No Deal Parody (2011)
- Official Taxicab Confessions Parody (2011)
- Party Girls (2011)
- Performers of the Year 2012 (2011)
- Phat Bottom Girls 5 (2011)
- Pretty in Pink (2011)
- Recipe For Romance (2011)
- Seduced By A Real Lesbian 11 (2011)
- She's Only 18 1 (2011)
- Solo Sweethearts 1 (2011)
- Spare The Rod 1 (2011)
- Starstruck 1 (2011)
- Stepmother 4: Her Secret Past (2011)
- Swimsuit Calendar Girls 2011 (2011)
- Tanner Mayes Is A Dirty Girl (2011)
- Teachers Pet (2011)
- Teen Fidelity 3 (2011)
- Teen Head (2011)
- Teenage Spermaholics 7 (2011)
- Teens Like It Big 9 (2011)
- This Girl Sucks 3 (2011)
- This Is Why I'm Hot 1 (2011)
- This Isn't The Bachelor: The XXX Parody (2011)
- This Isn't The Twilight Saga: Breaking Dawn 1 (2011)
- Watching You 2 (2011)
- Wet Dream on Elm Street (2011)
- Young at Heart (2011)
- Zorro XXX: A Pleasure Dynasty Parody (2011)
- 2 Chicks Same Time 10 (2012)
- All Natural: Glamour Solos 3 (2012)
- All Star Celebrity XXX: Gracie Glam (2012)
- Barely Legal POV 10 (2012)
- Bartender (2012)
- Birds of Prey XXX: A Sinister Comixxx Parody (2012)
- Blow Me Sandwich 15 (2012)
- Brazzers Presents: The Parodies 2 (2012)
- Breaking All Ties (2012)
- Buttface 2 (2012)
- Cooking With Kayden Kross (2012)
- Creamy Panties: Big Natural Breasts (2012)
- Creeper (2012)
- Cum Fury (2012)
- Cuties 4 (2012)
- Evalutionary 2 (2012)
- Fill My Teen Throat 3 (2012)
- Foot Worship 23747 (2012)
- Girls Kissing Girls 11 (2012)
- How to Kiss a Girl (2012)
- I Love Pussy: Taylor Vixen (2012)
- Immortal Love (2012)
- Intimate Passions (2012)
- Jesse Jane Asking Price (2012)
- Jessica Drake's Guide To Wicked Sex: Threesomes - Every Man's Fantasy (2012)
- Job Swap (2012)
- Just Fuck It (2012)
- Just Tease 3 (2012)
- Lesbian Analingus 1 (2012)
- Lesbian Ass Worship 2 (2012)
- Lesbian Guidance Counselor 2 (2012)
- Lesbian Psycho Dramas 11 (2012)
- Lesbian Workout (2012)
- Lesbo Pool Party (2012)
- Love or Lust (2012)
- Love Story (2012)
- Magical Feet 16 (2012)
- My Dad's Hot Girlfriend 11 (2012)
- My Friend's Hot Girl 1 (2012)
- My Sister's Hot Friend 27 (2012)
- Orgy: The XXX Championship 2 (2012)
- Parodies 2 (2012)
- Party of Three 3 (2012)
- Play With My Pussy (2012)
- Pornstars in the Making 2 (2012)
- Pretty Lady (2012)
- Rachel Starr: Dirty Little Tease (2012)
- Real Wife Stories 14 (2012)
- Sex Does A Body Good (2012)
- Sexpionage (2012)
- Shared Wives (2012)
- Spartacus MMXII: The Beginning (2012)
- Spin Class Ass (2012)
- Strippers' Paradise (2012)
- Superstars (II) (2012)
- Superstars First Scenes (2012)
- Sweet and Natural (2012)
- Teens Like It Big 11 (2012)
- Teens Like It Big 12 (2012)
- Tomb Raider XXX (2012)
- Tonight's Girlfriend 2 (2012)
- U.S. Sluts 3 (2012)
- Blasted 2 (2013)
- Everybody Loves Sara Sloane (2013)
- Girls Tribbing Girls 2 (2013)
- Hardcore Allure 2 (2013)
- In the Closet (2013)
- James Deen Bangs 'Em All (2013)
- Lesbian Crime Stories (2013)
- Meow 3 (2013)
- Nikita XXX (2013)
- Sasha Heart's Greatest Fantasies (2013)
- She-Hulk XXX: An Axel Braun Parody (2013)
- Thick White Asses 3 (2013)
- Women Decide: Man Vs. Machine (2013)

### Regista
- Mouth Open and Eager to Please (2012)